# Happy Feet: Tupot małych stóp
Happy Feet: Tupot małych stóp – amerykańsko-australijski film animowany w reżyserii George’a Millera. Wszedł na ekrany amerykańskich kin 17 listopada 2006 roku. Obraz został wyprodukowane w studiu Animal Logic w Sydney, dla Warner Bros. i Village Roadshow Pictures. Film jest pierwszym, który zdobył w 2007 roku Oscara w kategorii Pełnometrażowy film animowany po tym, jak nie zdołał wygrać Nagrody Annie dla Najlepszego filmu animowanego. Od 20 września 2015 roku oglądanie tego filmu jest dozwolone od 7 lat (według KRRiT).
Film został zadedykowany Nickowi Enrightowi, Michaelowi Jonsonowi, Robby’emu McNeilly'owi Greenowi i Steve’owi Irwinowi.

## Fabuła
Film opowiada historię jednego z pingwinów cesarskich o imieniu Mambo, który urodził się bez najmniejszego talentu do śpiewu. Został jednak obdarzony zdolnością do stepowania. Mama małego pingwinka, Norma Jean, w przeciwieństwie do jego taty, Memphisa, nie widzi w tym nic złego. Mimo to, oboje obawiają się, że z powodu braku „pieśni serca” Mambo może nigdy nie odnaleźć pokrewnej duszy. Akcja na początku toczy się na Antarktydzie w Imperium Pingwinów.
Mambo od czasu wyklucia się z jajka przyjaźni się z Glorią, która jest uznawana przez wszystkich za najlepszą śpiewaczkę w okolicy.
Pewnego dnia spotyka ptaka, który twierdzi, że został porwany przez kosmitów, czyli w tym przypadku ludzi.
Potem dorosły już pingwin przypadkowo spotyka grupę pingwinów, które zdecydowanie nie przypominają mu pingwinów cesarskich – paczkę pingwinów Adeli, Amigos. Są one kierowane przez Ramona. Mambo prezentuje nowym znajomym swoje umiejętności taneczne, które ku jego wielkiej uciesze wzbudzają w nich zachwyt, aż do tego stopnia, że pingwin zostaje zaproszony do dalszej zabawy.
Znalazłszy się już w Krainie Adeli, Mambo poznaje tam znacznie różniącego się wyglądem od innych pingwina skalnego, Lovelace’a Guru. Po głębszym poznaniu okazuje się, że ów pingwin w zamian za jeden kamyczek jest w stanie odpowiedzieć na każde pytanie. Zachęcony tym faktem Mambo, pyta się Lovelace’a o to, czy kosmici maja coś wspólnego z panującymi od niedawna brakami ryb. Niestety nie dowiaduje się zbyt wiele na ten temat, ale przypomina sobie, że niedługo rozpoczyna się okres godowy.
Amigos postanawiają pomóc Mambo, będąc czymś w charakterze playbacku. Niestety wszystko się wydaje, ale za to Mambo udaje się wywołać zbiorowy taniec. Przerywa to dopiero srogi i przesądny przywódca pingwinów Noa Starszy, który na dodatek skazuje głównego bohatera na wygnanie, twierdząc, że to on jest odpowiedzialny za niedobór pożywienia (swoim tańcem miał niby rozgniewać pingwiniego boga Wielkiego Pingwina).
Mambo, wraz z Lovelace’em i Amigos wybiera się w podróż mającą na celu odnaleźć prawdziwych sprawców braku ryb (które są słuszne). Odnajdują oni bazę rybaków na Antarktydzie. Mambo oddziela się od grupy i podąża za jednym ze statków, w wyniku czego trafia do ZOO.
Po trzech miesiącach w ZOO zatańczył przed zwiedzającymi, czego nie robił od trzech miesięcy, dzięki czemu ludzie go wypuszczają by zobaczyć jego zachowanie w grupie i grupy. Podobnie jak wcześniej wywołuje zbiorowy taniec pingwinów, dzięki czemu połowy w okolicach Antarktydy zostają zabronione, a on sam zostaje zaakceptowany przez inne pingwiny i przywrócony do ich grona.
Końcowe sceny filmu pokazują Władcę Pingwinów tańczącego, wraz ze swoimi wiernymi przyjaciółmi – Amigos, świętując swój triumf. Tańczący mały pingwinek widziany w ostatnim ujęciu jest dzieckiem Glorii i Mamba.

## Obsada
| Obsada | Dubbing                                                            | Postać             |
| --- | ------------------------------------------------------------------ | ------------------ |
| Elijah Wood | Bartosz Obuchowicz                                                 | Mambo              |
| Brittany Murphy | Joanna Węgrzynowska                                                | Gloria             |
| Hugh Jackman | Zbigniew Suszyński                                                 | Memphis            |
| Nicole Kidman | Iwona Rulewicz                                                     | Norma Jean         |
| Robin Williams | Jarosław Boberek i Zbigniew Konopka                                | Ramon i Lovelace   |
| Hugo Weaving | Cezary Morawski                                                    | Noah Starszy       |
| Carlos Alazraqui | Grzegorz Pawlak                                                    | Nestor             |
| Lombardo Boyar | Jakub Szydłowski                                                   | Raul               |
| Jeff Garcia | Tomasz Steciuk                                                     | Rinaldo            |
| Johnny Sanchez III | Władysław Grzywna                                                  | Lombardo           |
| Fat Joe | Paweł Iwanicki                                                     | Seymour            |
| Magda Szubanski | Anna Apostolakis                                                   | Pani Viola         |
| Miriam Margolyes | Elżbieta Kijowska                                                  | Pani Astrakhan     |
| Dee Bradley Baker | –                                                                  | Maurice            |
| Chrissie Hynde | –                                                                  | Michelle           |
| Elizabeth Daily | Piotr Brzywczy                                                     | Młody Mambo        |
| Alyssa Shafer | Monika Błachnio                                                    | Młoda Gloria       |
| César Flores | Wit Apostolakis-Gluziński                                          | Młody Seymour      |
| Anthony LaPaglia | Jacek Lenartowicz                                                  | Wydrzyk            |
| Danny Mann | –                                                                  | Pingwin w zoo      |
| Mark Klastorin | –                                                                  | Vinnie             |
| Michael Cornacchia | –                                                                  | Frankie            |
| Nicholas McKay | Tomasz Marzecki Mikołaj Müller Mirosław Zbrojewicz Grzegorz Pawlak | Nev                |
| Tiriel Mor | Tomasz Marzecki Mikołaj Müller Mirosław Zbrojewicz Grzegorz Pawlak | Kev                |
| Steve Irwin | Tomasz Marzecki Mikołaj Müller Mirosław Zbrojewicz Grzegorz Pawlak | Trev               |
| Richard Carter | Tomasz Marzecki Mikołaj Müller Mirosław Zbrojewicz Grzegorz Pawlak | Barry              |
| Roger Rose | Marek Obertyn                                                      | Lampart morski     |
| Peter Carroll | –                                                                  | Starszy pingwin #1 |
| Larry Moss | –                                                                  | Starszy pingwin #2 |
| Lee Perry | –                                                                  | Pingwin w zoo      |
| Alan Shearman | –                                                                  | Elder              |
| Giselle Loren | –                                                                  | Pingwin Adélie #1  |
| Denise Blasor | –                                                                  | Pingwin Adélie #2  |
| Michelle Arthur | –                                                                  | Pingwin Adélie #3  |
| Opracowanie wersji polskiej: Start International Polska Reżyseria: Joanna Wizmur i Paweł Galia Dialogi polskie: Bartosz Wierzbięta Dźwięk i montaż: Sławomir Czwórnóg Kierownictwo muzyczne: Marcin Mazurek |                                                                    |                    |

## Nagrody

### Otrzymane nagrody
Nagroda Akademii Filmowej
- Pełnometrażowy film animowany

60th British Academy Film Awards
- Pełnometrażowy film animowany

Złoty Glob
- Najlepsza oryginalna piosenka – „Song of the Heart” Prince’a

American Film Institute Awards 2006
- Uhonorowany jako jeden z najlepszych dziesięciu filmów tego roku

Los Angeles Film Critics Association Awards
- Najlepsza animacja

New York Film Critics Circle Awards
- Najlepszy film animowany

Golden Trailer Awards
- Najlepsza muzyka

Heartland Awards
- Najlepsza animacja

Kids’ Choice Awards
- Najlepszy film animowany

Washington D.C. Area Film Critics Association Awards
- Najlepszy film animowany

### Otrzymane nominacje
Złoty Glob
- Pełnometrażowy film animowany

Annie Awards
- Pełnometrażowy film animowany
- Najlepszy scenariusz pełnometrażowego filmu animowanego

Satellite Awards
- Najlepsza animacja

## Listy najlepszych filmów roku
Happy Feet pojawił się na wielu listach najlepszych filmów 2006 roku, na których zajął miejsca:
- 1. - Jack Matthews, The New York Daily News
- 1. - Stan Urankar, Sun News
- 2. - William Arnold, Seattle Post-Intelligencer
- 2. - Mark Palermo, The Coast
- 3. - Kirk Honeycutt, Hollywood Reporter
- 4. - Edward Douglas, Comingsoon.net
- 5. - Scott Foundas, Village Voice
- 5. - Peter Rainer, Christian Science Monitor
- 5. - Matthieu Santelli, CritiKat
- 5. - Kurt Loder, MTV
- 5. - Missy Thompson, Tooele Transcript Bulletin
- 6. - Constance Garfinkle, The Patriot Ledger
- 6. - Carole Wrona, CritiKat
- 6. - Lou Lumenick, New York Post
- 6. - Kyle Smith, New York Post
- 6. - Michael Wilmington, Chicago Tribune
- 6. - Keith Cohen, Sun Newspapers
- 8. - Rene Rodriguez, Miami Herald
- 9. - Schlomo Schwartzberg, Box Office Magazine

## Popularność w USA
| Weekend | Zarobek     | Miejsce | Razem        |
| ------- | ----------- | ------- | ------------ |
| 1       | $41,533,432 | 1       | $41,533,432  |
| 2       | $37,038,046 | 1       | $99,256,766  |
| 3       | $17,545,418 | 1       | $121,501,018 |
| 4       | $12,904,413 | 2       | $137,932,841 |
| 5       | $8,358,421  | 4       | $149,244,791 |
| 6       | $5,163,474  | 8       | $160,521,910 |
| 7       | $7,650,181  | 9       | $179,152,000 |
| 8       | $4,004,462  | 13      | $185,414,182 |

### Box office
Film zadebiutował na pierwszym miejscu w Stanach Zjednoczonych (spychając tym samym na niższą pozycję dotychczasowego lidera, kolejną odsłonę przygód Bonda Casino Royale), pierwszego weekendu od premiery (17-19 listopada) zarabiając 41,6 mln $. Happy Feet utrzymywał się na pierwszym miejscu jeszcze przez trzy tygodnie. 8 marca 2007 roku dochód z wyświetlania filmu wynosił 194,9 mln $ w USA i 172,1 mln $ w pozostałych krajach, zarabiając w sumie ponad 385 mln $. Pod koniec 2006 roku, film był wyświetlany w 35 krajach.
Budżet wynosił 100 mln $.